# André Senik
Pour les articles homonymes, voir Senik (homonymie).
André Senik, né en 1938, est un enseignant agrégé de philosophie et ancien militant communiste français. 

## Biographie
Né de parents juifs polonais installés dans le XIe arrondissement de Paris dans les années 1930, Il est naturalisé français en 1947. Son père, qu'il décrit comme un « sioniste d’extrême gauche », fut engagé volontaire au début de la Seconde Guerre mondiale et prisonnier évadé. Ses grands-parents furent déportés et assassinés dans le camp nazi d'Auschwitz. 
Avec ses deux frères, il adhère à l'Union de la jeunesse républicaine de France (communiste) en décembre 1952, âgé de moins de 15 ans, ce qui suscite la réprobation de ses parents, qui sont des sionistes marxistes non staliniens. Il étudie au Lycée Lakanal, où il obtient son bac en 1955. 
En 1959, il devient membre du bureau national de l'Union des étudiants communistes (UEC).
Il est alors le porte-parole des « prépas » communistes au lycée parisien de Janson-de-Sailly, où il effectue une khâgne (option philosophie) et rencontre Jean-Marc Lévy-Leblond, adhérent de l'UEC (il était aussi en quatrième avec Alain Geismar, déjà anti-stalinien alors que Sénik demeurait « orthodoxe »).  Il est également rédacteur en chef de Clarté, l'organe de presse de l'UEC. 
En 1957, il est invité au Festival mondial de la jeunesse et des étudiants à Moscou, et convainc Jean-Paul Ribes et Tiennot Grumbach, qui ne sont pas communistes, de venir avec lui. Sénik obtient alors l'honneur, avec Henri Martin, héros de la résistance à la guerre d'Indochine, de déposer au mausolée de Lénine la couronne de fleurs de l'UEC et du PCF.
Un temps l'un des chefs de file du courant des « Italiens » (anti-stalinien), qui perd la direction de l'UEC en 1965, il est l'un des fondateurs, avec Henri Nallet et Nicolas Boulte, du Centre de recherche et d'intervention révolutionnaire, l'un des groupes de réflexion à l'origine de Mai 68 qui a servi de point de jonction entre les militants catholiques, protestants et athées et d'éditeur d'analyses politiques et sociales.
En mai 68, alors qu'il est professeur de philosophie au lycée Henri-Bergson, à Paris, il participe à la nuit des barricades. Sanctionné par le ministre Olivier Guichard, il est le premier professeur à être suspendu pour un an en 1969, pour avoir soutenu la révolte des lycéens contre les pesanteurs du système scolaire. Pierre Kahn et Alain Forner, les deux derniers secrétaires généraux de l'UEC, signeront avec 21 collègues un appel  de soutien à Sénik.
Il a co-rédigé trois manuels de philosophie, l’un publié chez Magnard, l’autre aux éditions Hatier, le troisième chez Hachette.
Après s'être éloigné progressivement du communisme, il adopte des positions anticommunistes. Dans les années 2000, il fait partie du Cercle de l'Oratoire, club de réflexion néo-conservateur. Il est un animateur du Comité de rédaction d’Histoire & Liberté et de l’Institut français d'histoire sociale héritier d’Est-Ouest. Il collabore au journal Causeur et s’affirme "libéral".
En 2011, il publie chez Denoël : Marx, les Juifs et les droits de l'homme, dans lequel il analyse Sur la question juive, l'article inaugural de Marx, où figure la déclaration de guerre de Marx contre les Juifs et contre les droits de l'homme. En 2015, il publie Le Manifeste du Parti communiste aux yeux de l'histoire, une édition critique du Manifeste du parti communiste, dans lequel il juge que le texte de Marx et Engels porte en germe le totalitarisme inhérent à l'idéologie et au système communistes.  Il écrit en 2015 : « S’il existait un front démocratique, reposant sur une charte de principe, le FN en serait, mais pas le PC et ses avatars révolutionnaire. »

## Œuvres
- Le Manifeste du Parti communiste aux yeux de l'histoire, Éditions Pierre-Guillaume de Roux, 2015.
- Marx, les Juifs et les droits de l'homme, à l'origine de la catastrophe communiste, post-face de Pierre-André Taguieff, Editions Denoël, 2011

## Source
- Hervé Hamon et Patrick Rotman, Génération. 1. Les années de rêve, Paris, Le Seuil, 1987  (ISBN 2-02-009549-1).